# 南京 (戦線後方記録映画)
『南京』（なんきん）は、1938年2月20日、東宝映画により公開された映画である。制作中に陸軍省、海軍省の後援を得たものであり、企画意図からして，必ずしも自覚的に国家宣伝=プロパガンダが目ざされていたわけではなかったが、実際には戦争の苛酷な現実が国家宣伝=プロパガンダへの道を開いていったという説がある。日中戦争における南京戦終了直後の南京城内外の様子を撮影している。

## 映画の来歴
この映画は日中戦争三部作の1つとして製作され、1937年（昭和12年）8月13日の第二次上海事変の勃発と同時に、『上海』『南京』『北京』と撮影され、制作中に陸軍省と海軍省の後援を受け1938年（昭和13年）に劇場公開された。
- 『上海』 - 2月1日公開
- 『南京』 - 2月20日公開
- 『北京』 - 8月23日公開

撮影を行った東宝映画文化部は、1937年（昭和12年）9月にPCL、写真科学研究所、東宝配給、J・Oの4社が合併して東宝映画株式会社内に出来た第二制作部である。
この映画は、遠からず行われると予測された南京攻略戦に備え、『上海』と同時に準備の進められた企画である。撮影班一行は、『上海』の撮影が終わるのを待ってその機材を引き継ぎ、1937年（昭和12年）12月12日未明に南京へ向けて出立。南京陥落の翌日14日に南京に到着し、そのまま年を越えて1月4日まで撮影を続けた。
日本で保存してあったフィルムは1945年（昭和20年）3月10日の東京大空襲時に消失。1995年（平成7年）、北京に8巻のフィルムのうち7巻が存在することがわかり、仲介業者を通じ中国の軍関係者から日本映画新社が買い取った。その時点で10分前後の欠落が確認されている。1995年に日本映画新社からVHSが販売され、2003年（平成15年）にDVDが発売されたが、後に日本映画新社が東宝ステラに合併されたため絶版となった。
2014年（平成26年）、日中問題研究家の松尾一郎が残りの約10分間の映像を発見した。現在、松尾が完全版を作成しYouTubeにて公開を行っている。

## 映画のスタッフ
- 製作－松崎啓次
- 指導－軍特務部
- 撮影－白井茂
- 現地録音－藤井愼一
- 製作事務－米沢秋吉

- 編集－秋元憲
- 録音－金山欣二郎
- 作曲指揮－江文也
- 解説－徳川夢声

## 映画の内容
- 南京攻略戦における各戦闘箇所ごとの解説
- 中国兵捕虜にタバコを渡す日本兵
- 1937年12月17日、中支那方面軍幕僚及び陸海軍将兵よる南京入城式[6]
- 1938年12月18日、日中戦没者合同慰霊祭[要出典]
- 陥落直後の南京城外の様子、明孝陵、音楽堂、中国戦死者墓地、運動場等[要出典]
- 南京にいた外国人により組織された国際委員会が設定した中立地帯、南京難民区という避難区域[要出典]
- 日本軍や南京市民による南京戦後の復興の様子[要出典]
- 避難していた南京市民が南京へ戻り始めた様子
- 赤十字看護婦の活動[注釈 1]
- 安居証[8]という中国人のための通行証と南京の住民である身分を証明する交付を行う日本軍の様子[6]
- 日本軍による正月の準備から新年までの様子[6]
- 正月に爆竹で遊ぶ南京の子供達[6]
- 南京自治委員会の発会式
- 戦死した日本兵が戦友の手で火葬にされる場面では、火葬にされる生々しい音が同時録音で捉えられたが、1995年に発見されたプリントではその部分は欠落している[9]。彼らの在りし日の姿を偲ぶと称して戦闘の再現場面も挿入されており[9]、城壁をよじ登り日章旗を立てるシーンを再現して撮影された[10]。
- 当映画が公開されたときの評論には、「映画の最期に(略)我軍医の手厚い治療を受ける支那負傷兵の呻き声」とある[11]。

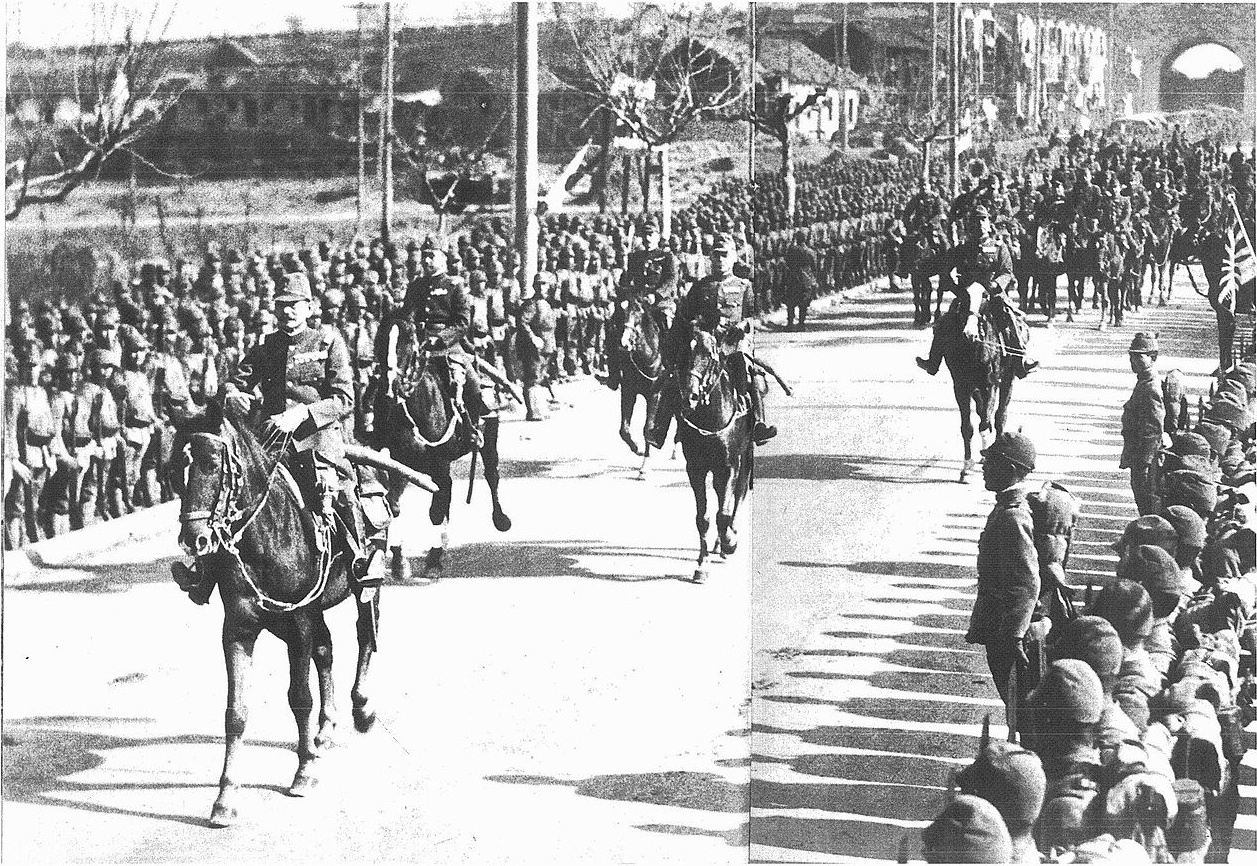
南京入城式、12月17日
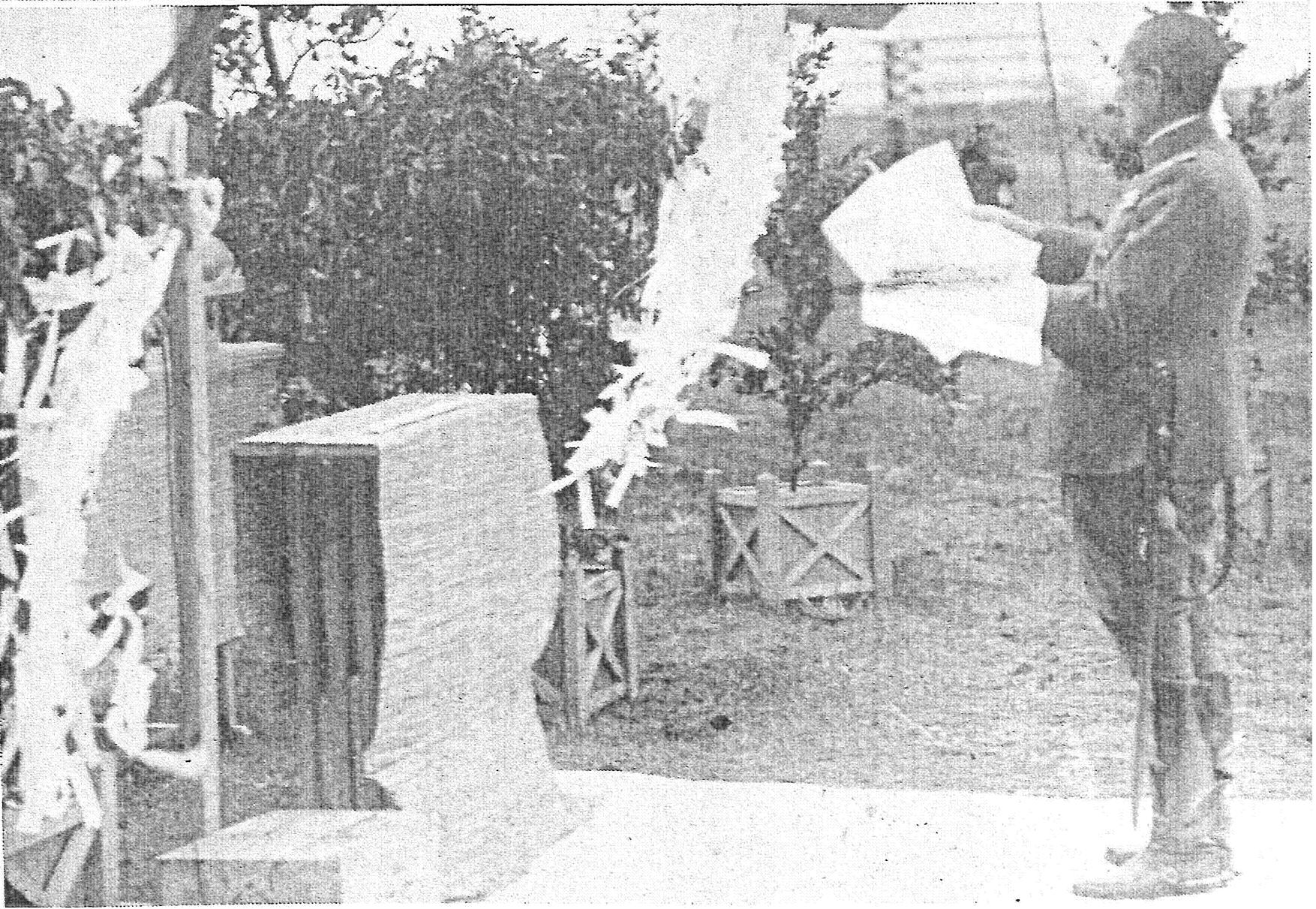
合同慰霊祭、12月18日
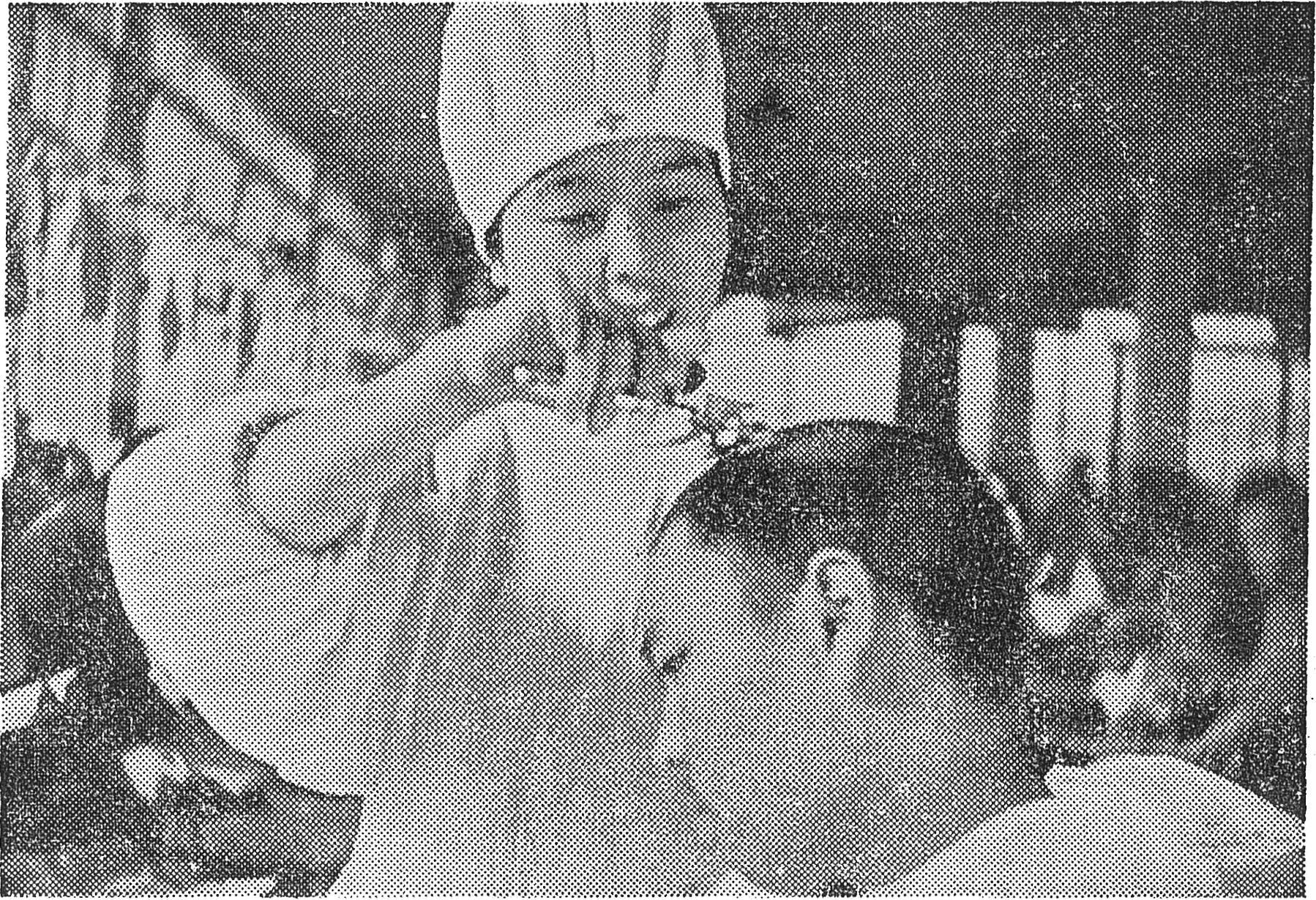
看護婦が負傷兵を散髪
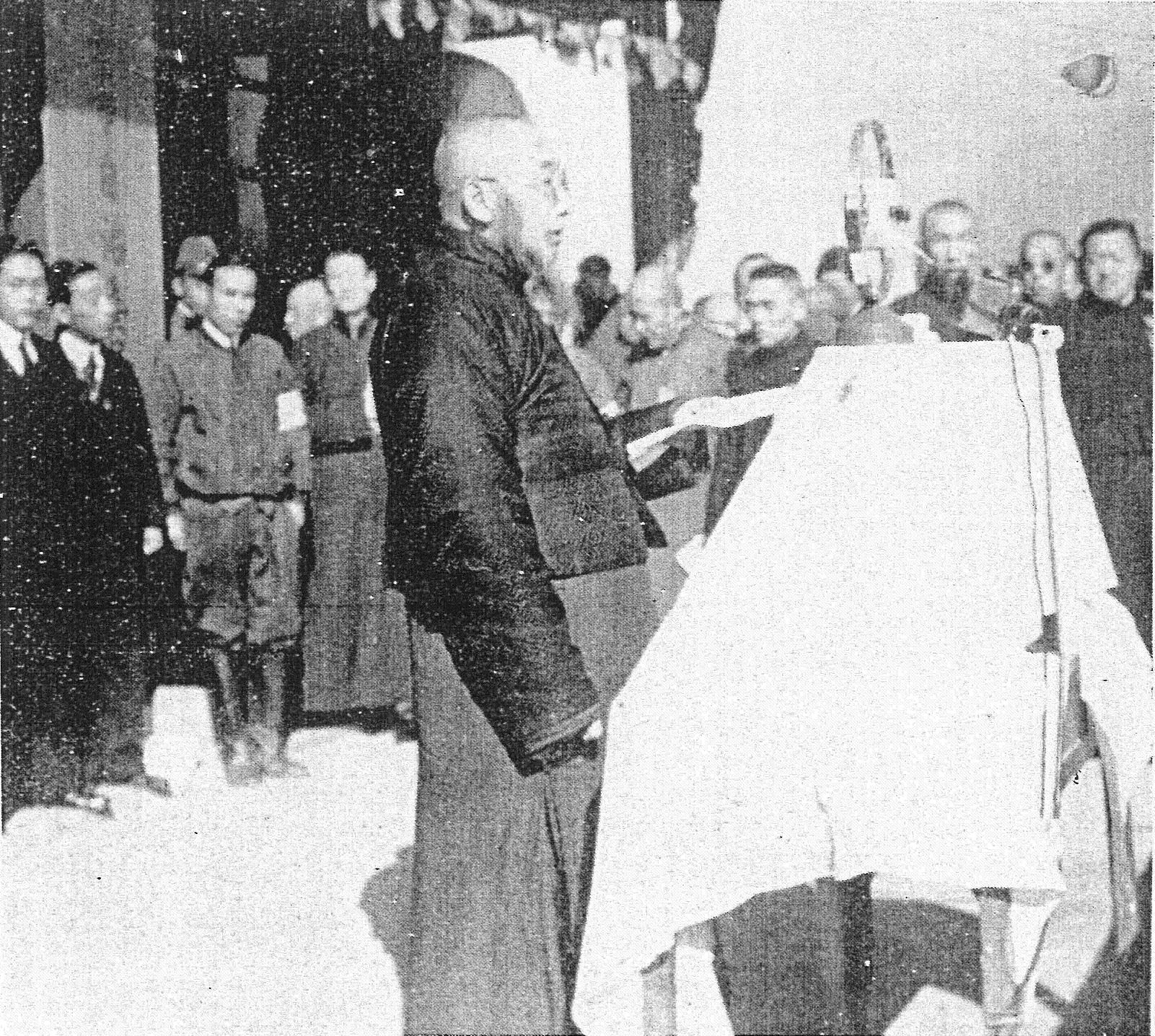
自治委員会発会式、1938年1月1日

### 映画の字幕
映画の字幕には、次の言葉が残されていた。
我々の同胞が一つになって

　戦った数々の光輝ある

　歴史の中でも南京入城は

　燦然たる一頁として

　世界の歴史に残るだろう

　その日の記憶として

　この映画を我々の子孫に

　贈る

　本編は

　陸軍省

　海軍省

　並びに

　現地の将士達の

　指導と援助のもとに

　完成された

## 映画撮影の様子
この映画の撮影の様子については、製作事務の米沢秋吉が記した撮影日誌と、撮影した白井茂の回顧録に述べられている。

### 米沢秋吉の撮影日誌
南京陥落の1937年12月13日以降の日誌には、映画撮影班の次の内容が記されている。このうち、12月17日に撮影された入城式の場面は、はじめから天覧に供することが決まっていた
- 1937年12月13日 - 南京に入る前日。敗残兵（便衣兵参照）の暴行の話を聞き、器材が掠奪されることを恐れていた[13]。
- 12月14日 - 南京に入る。南京は、南京城北部の掃蕩中であり、撮影班は掃蕩と思しき激しい銃声を聞いた[注釈 2]
- 12月15日 - 城内の撮影開始。訪れた挹江門（ゆうこうもん）の附近ではまだ掃蕩が行われていた[注釈 3]
- 12月16日 - 紫金山麓、郊外遊園地である中山陵と附近の音楽堂を撮影。その際には犬が悠々と歩いていた[16]
- 12月17日 - 日本軍による南京入城式が撮影された。天覧に供するため、そのフィルムは直ちに空輸されている[注釈 4]
- 12月24日 - 30万人の南京の避難民を撮影した。非常に哀れであった。子どもを探してキャラメルを与えている日本兵の風景を見た。美しい風景であった[注釈 5]
- 12月31日 - 水道設備の建設風景を撮影した[注釈 6]
- 1938年1月2日 - 中国人捕虜に対する施療風景を撮影した[注釈 7]

当時の南京には日本の新聞記者やカメラマンが約120人も占領と同時に入城して取材にあたっていた。その中でこの映画の撮影班は軍特務部撮影班であったため、新聞社ニュース班の撮れないところでも自由な撮影が許される、ということも記されている

### 白井茂の回顧録
撮影の白井茂は回顧録で、見たもの全部を撮ったわけではなく、撮ったなかにも切られたものがあると述べている。
南京に到着した12月14日から銃殺のため処刑地の揚子江河畔に連行される長蛇の列を目撃したがカメラは廻せず、その目撃に憔悴し幾晩も悪夢にうなされたと述べている。
また、日本軍の入城式の場でも住民が「しょうがない」と歓迎の手旗をふったことがあったとも証言している。

## 映画を巡る評論
この映画は、映画作品としてさまざまな評論がされている。また、南京事件の実態をあらわす史料として、南京事件論争における南京虐殺否定派と南京大虐殺肯定派の双方の立場から論じられている。キネマ旬報社データベースでは「半世紀以上の時を経た数々の歴史的映像を収録し、戦前・戦中の記録を伝えるドキュメンタリーシリーズ第4弾。昭和12年12月の南京入城後の日本軍と荒廃した市内のリアルな映像を収録。今なおその存在の有無が争われている“南京大虐殺”を巡る話題作。」と紹介している。

### 映画作品としての評論
ドキュメンタリー映画監督の野田真吉は、南京陥落直後の南京の状況はさまざまに撮影されていたが、南京大虐殺に関する撮影はすべて禁止されていたので、この映画はよく見かけた戦勝ニュースの域を出なかったと批評している。兵の姿もいつものにこやかな後方陣地風景で、沈黙を強いられている中国民衆の不気味さも感じられない、南京の冬の日だまり報告という感じだったと述べている。
ドキュメンタリー映画監督の土本典昭は、白井茂の回顧録を引用した上で、現場の撮影と演出を兼ねた白井にとって本作は戦争の過酷さに圧倒され手も足も出ない現場だったようだが、撮影禁止にされたにせよ大虐殺の目撃体験から、以後の南京の描写にカメラによる悲劇の発見の眼がよみがえるべきだったとしている。さらに、野田真吉の批評を引用しつつ、だがこれは白井一人の責任ではなく当時の東宝文化映画部のとった構成編集の分業というシステムの結果でもあり、当時の慣例通り現地には赴かなかった構成編集者秋元憲はこの体験から演出家の現場主義の考え方をより強めたと指摘している。
ドキュメンタリー映画監督の佐藤真は、前記白井の記述・野田の批評を引用しつつ、南京大虐殺の事実を目撃しながらカメラを回せなかった白井の苦闘が、編集・構成をする際の苦闘にまったくつながらなかったことで本作は凡百の国策映画の一本となった。編集・構成の秋元を『上海』の亀井文夫と比較するのは酷かもしれないとする一方で、白井は本作の失敗を心の傷として胸にしまっておいたきらいがあり、後の亀井監督『小林一茶』でその本領をいかんなく発揮したとしている。
映画学者の藤井仁子は、この映画の最大の特色は様式的な混乱とも映る矛盾に満ちた不均質性にこそあると指摘している。いくらこの映画を見続けても都市としての南京の映像は明瞭さを欠いており、都市の日常が徹底的に欠けている。日本兵はただ次から次へと式典を行い、中国人は「安居の証」を求めて集まる場面を除いてその姿は極端に少なく、日本兵の居所を一歩離れれば映し出されるのは無人の廃墟ばかりだ。それはこの映画の撮影班が見たものが到底撮ることのできないような現実だったからであり、この映画の持つ不均質な様式的混乱は、その現実を見ずに済ませるための悪戦苦闘のドキュメントなのだと述べている。

### 南京大虐殺否定派の評論
1998年12月13日の産経新聞は、鬼よりも怖いはずの「南京憲兵分隊」の前を平気で歩いている住民や、日本軍の兵士が通っても素知らぬ顔で正月を祝って爆竹に興じる子供たち、そして特に「鑑札を持っておれば日本軍の保護を受けることができる」という「急告」を見て、何千人もの中国人が鑑札を求めて殺到している場面に注目し、もしも南京市内で6週間の間に20万や30万もの中国人を日本軍が虐殺していたら、このような現象は有り得ないという映画評論を載せた。
日本文化チャンネル桜代表取締役社長などを務め映画監督でもある水島総は、広い光景を撮った場面が多い映画であり、撮られて都合の悪いものがあればカメラマンは狭い絵のワンショットにするし、住民の恐怖感を持っていない顔が映像で確認でき、住民が整然と並んでいることも日本軍に対する恐怖がないことを示していると述べている。

### 南京大虐殺肯定派の評論
歴史学者の笠原十九司は、日本陸軍検閲要領の「映画は本要領に準じ検閲する」を考えれば日本の映画カメラマンが虐殺現場を撮影する可能性はゼロに近く、この映画は日本軍に不利な場面の撮影は当然避けられているとした。その上で、それでも南京占領直後の南京城内の掠奪・破壊・放火された街の様子や疲弊し無気力な表情の難民など隠しようのない南京事件の舞台跡が撮影されているとし、見る者が見れば南京事件を物語る映像記録のひとつになっていると述べた。